# Hexacontaèdre pentagonal
Un hexacontaèdre pentagonal est un solide de Catalan, c'est le dual du dodécaèdre adouci. Il possède comme lui deux formes distinctes, qui sont les images dans un miroir l'une de l'autre (ou "énantiomorphes").
Ses faces, uniformes, sont des pentagones non réguliers possédant un axe de symétrie, 3 côtés de même longueur et 4 angles internes égaux.
Un exemple de réalisation sur cette base est l'ensemble des trois Amazon Spheres à Seattle ainsi que les Sphère d'Enrichissement qui apparaissent dans le jeu vidéo Portal 2.